# غشتاد
غشتاد هي قرية سويسرية.

## المناخ
يظهر الجدول التالي التغييرات المناخية على مدار السنة لغشتاد:
| البيانات المناخية لـغشتاد          | البيانات المناخية لـغشتاد | البيانات المناخية لـغشتاد | البيانات المناخية لـغشتاد | البيانات المناخية لـغشتاد | البيانات المناخية لـغشتاد | البيانات المناخية لـغشتاد | البيانات المناخية لـغشتاد | البيانات المناخية لـغشتاد | البيانات المناخية لـغشتاد | البيانات المناخية لـغشتاد | البيانات المناخية لـغشتاد | البيانات المناخية لـغشتاد | البيانات المناخية لـغشتاد |
| الشهر                              | يناير                     | فبراير                    | مارس                      | أبريل                     | مايو                      | يونيو                     | يوليو                     | أغسطس                     | سبتمبر                    | أكتوبر                    | نوفمبر                    | ديسمبر                    | المعدل السنوي             |
| ---------------------------------- | ------------------------- | ------------------------- | ------------------------- | ------------------------- | ------------------------- | ------------------------- | ------------------------- | ------------------------- | ------------------------- | ------------------------- | ------------------------- | ------------------------- | ------------------------- |
| متوسط درجة الحرارة الكبرى °م (°ف)  | 2.9 (37.2)                | 4.6 (40.3)                | 8.5 (47.3)                | 12.3 (54.1)               | 17.3 (63.1)               | 20.7 (69.3)               | 23.3 (73.9)               | 22.6 (72.7)               | 19.0 (66.2)               | 14.7 (58.5)               | 7.8 (46.0)                | 3.5 (38.3)                | 13.1 (55.6)               |
| المتوسط اليومي °م (°ف)             | −3.3 (26.1)               | −2.1 (28.2)               | 1.9 (35.4)                | 5.8 (42.4)                | 10.4 (50.7)               | 13.6 (56.5)               | 15.7 (60.3)               | 15.2 (59.4)               | 11.8 (53.2)               | 7.5 (45.5)                | 1.4 (34.5)                | −2.4 (27.7)               | 6.3 (43.3)                |
| متوسط درجة الحرارة الصغرى °م (°ف)  | −7.8 (18.0)               | −7.2 (19.0)               | −3.5 (25.7)               | −0.1 (31.8)               | 4.2 (39.6)                | 7.0 (44.6)                | 9.3 (48.7)                | 8.9 (48.0)                | 5.9 (42.6)                | 2.3 (36.1)                | −2.8 (27.0)               | −6.2 (20.8)               | 0.8 (33.4)                |
| الهطول مم (إنش)                    | 108 (4.3)                 | 105 (4.1)                 | 98 (3.9)                  | 89 (3.5)                  | 125 (4.9)                 | 151 (5.9)                 | 143 (5.6)                 | 144 (5.7)                 | 104 (4.1)                 | 98 (3.9)                  | 98 (3.9)                  | 118 (4.6)                 | 1٬382 (54.4)              |
| متوسط أيام هطول الأمطار (≥ 1.0 mm) | 10.8                      | 9.9                       | 11.9                      | 11.2                      | 14.4                      | 13.9                      | 12.8                      | 13.0                      | 10.5                      | 10.5                      | 10.4                      | 11.3                      | 140.6                     |
| المصدر: MeteoSwiss                 |                           |                           |                           |                           |                           |                           |                           |                           |                           |                           |                           |                           |                           |

## أعلام
- جنتر ساكس
- جاين راندولف

## روابط خارجية
- الموقع الرسمي للقرية